# Liste des épisodes de Love Live!

Cet article est un complément de l’article sur la franchise Love Live!. Il contient la liste des épisodes de la série télévisée d'animation répartie en saisons.

## Saison 1
| No | Titre français             | Titre japonais           | Titre japonais              | Date de 1re diffusion |
| No | Titre français             | Kanji                    | Rōmaji                      | Date de 1re diffusion |
| --- | -------------------------- | ------------------------ | --------------------------- | --------------------- |
| 01 | Que notre rêve se réalise  | 叶え!私たちの夢――        | Kanae! Watashitachi no Yume | 6 janvier 2013        |
| Honoka Hôsaka est en première à l’académie Otonokizaka. Une terrible nouvelle est annoncée par la directrice de l’établissement : devant le faible nombre de demandes d’inscription, la fermeture de l’académie est programmée dans trois ans. Honoka est révoltée. C’est alors qu’en se demandant quoi faire, elle a l’idée de fonder un groupe …                                              |                            |                          |                             |                       |
| 02 | Devenons des stars         | アイドルを始めよう!      | Aidoru o Hajimeyō!          | 13 janvier 2013       |
| Honoka persiste à créer un groupe de stars scolaires, et compte réserver l’amphithéâtre du lycée afin de se produire en concert lors de la cérémonie d’accueil des nouveaux élèves ! Umi et Kotori se laissent finalement tenter, mais Maki, malgré une envie inavouée, résiste aux avances de Honoka. Rejoindra-t-elle le groupe ?                                                             |                            |                          |                             |                       |
| 03 | Premier concert            | ファーストライブ         | Fāsuto Raibu                | 20 janvier 2013       |
| Honoka, Umi et Kotori se préparent à donner leur premier concert à l’occasion de la cérémonie d’accueil des nouveaux élèves ! La chanson et les costumes sont prêts, l’entraînement a porté ses fruits. Il ne leur reste plus qu’à faire la promotion du concert, mais tout ne semble pas se passer comme prévu…                                                                                |                            |                          |                             |                       |
| 04 | Maki Rin Pana              | まきりんぱな             | MakiRinPana                 | 27 janvier 2013       |
| Depuis sa tendre enfance, Hanayo rêve d’être une star. Elle assiste au premier concert de µ's et aspire à les rejoindre, sans oser à cause de son excessive timidité. Cette situation ne convient pas du tout à Rin et Maki, deux camarades de classe, qui vont tout mettre en œuvre pour que Kayo puisse réaliser son rêve.                                                                    |                            |                          |                             |                       |
| 05 | Nico attaque !             | にこ襲来                 | Niko Shūrai                 | 3 février 2013        |
| De nouveaux membres ont rejoint le groupe de stars µ's, mais Nico Yazawa, actuelle présidente du club d’étude des stars, ne les juge pas dignes d’être de vraies stars scolaires ! Alors que Honoka demande au conseil des élèves de l’autoriser à fonder un club de stars scolaires, elle apprend qu’en raison d’une limitation du budget alloué aux clubs, elle va devoir composer avec Nico… |                            |                          |                             |                       |
| 06 | Qui sera meneuse ?         | センターは誰だ?          | Sentā wa Dare da?           | 10 février 2013       |
| Les filles de µ's sont désormais sept, les choses sérieuses peuvent commencer ! En parlant de choses sérieuses, elles doivent désormais choisir leur leader. Décision ô combien importante qu’elles décident de prendre après avoir déterminé laquelle était la meilleure d’entre elles. |                            |                          |                             |                       |
| 07 | Erichka                    | エリーチカ               | Erīchika                    | 17 février 2013       |
| Kayo est porteuse d’une grande nouvelle : le Love Live est de retour ! Cette compétition permettant aux groupes de stars scolaires de se mesurer les uns aux autres est très importante dans la vie de ces groupes, mais les filles savent qu’elles vont se heurter à l’opposition d’Eri, la présidente des élèves. Réussiront-elles à participer au Love Live ?                                |                            |                          |                             |                       |
| 08 | Ce que je veux faire       | やりたいことは           | Yaritai koto wa             | 24 février 2013       |
| Les filles de µ's apprennent en écoutant aux portes qu’à moins de réussir à organiser une journée portes ouvertes mémorable, l’école est condamnée à fermer ! Il n’en faut pas plus pour les convaincre de se donner à fond pour préserver leur école, mais leur technique de danse n’est pas au point… Elles décident alors de demander l’aide d’Eri, la présidente des élèves.                |                            |                          |                             |                       |
| 09 | Wonder Zone                | ワンダーゾーン           | Wandā Zōn                   | 3 mars 2013           |
| Kotori cache quelque chose aux autres membres de µ's : elle a une deuxième identité ! Rien de problématique, jusqu’à ce que les filles le découvrent par hasard. Eri, aussi espiègle que d’habitude, compte utiliser ce secret à l’avantage du groupe. |                            |                          |                             |                       |
| 10 | Formalités interdites !    | 先輩禁止                 | Senpai Kinshi!              | 10 mars 2013          |
| Les filles de µ's partent en stage d’entraînement, grâce à l’une des innombrables résidences secondaires de la famille de Maki. Avant de partir, Eri met les points sur les i : il est temps pour les filles d’arrêter d’être trop formelles, qu’il soit question des seconde envers les premières, ou des première envers les terminale. Voilà qui promet de ne pas être évident…              |                            |                          |                             |                       |
| 11 | Un concert extraordinaire  | 最高のライブ             | Saikō no Raibu              | 17 mars 2013          |
| Le festival culturel approche ! C’est l’occasion rêvée pour les filles de µ’s de réaliser leur vœu le plus cher : sauver leur école de la fermeture. Pour ce faire, elles ont pour projet de donner un concert dans l’amphithéâtre, mais tout ne se déroule pas comme prévu… |                            |                          |                             |                       |
| 12 | Amies                      | ともだち                 | Tomodachi                   | 24 mars 2013          |
| Honoka s’effondre durant le concert du festival culturel ! En conséquence, µ’s abandonne le Love Live. Elle se rétablit petit à petit, mais pendant ce temps le temps s’écoule et Kotori ne trouve toujours pas l’occasion pour demander son avis à Honoka au sujet de ce qui la préoccupe… |                            |                          |                             |                       |
| 13 | µ’s, en avant la musique ! | μ'sミュージックスタート! | Myūzu Myūjikku Sutāto!      | 31 mars 2013          |
| Apprenant les projets de Kotori, Honoka décide de tout arrêter : elle quitte µ’s et cesse d’être une chanteuse. Cependant, une session de DDR plus tard, des souvenirs lui reviennent en tête… Sans Honoka, pas de µ’s. Est-ce la fin pour les neuf jeunes filles ? |                            |                          |                             |                       |

## OAV
| No                                                               | Titre français | Titre japonais | Titre japonais | Date de 1re diffusion |
| No                                                               | Titre français | Kanji          | Rōmaji         | Date de 1re diffusion |
| ---------------------------------------------------------------- | -------------- | -------------- | -------------- | --------------------- |
|                                                                  |                | スペシャルOVA  | Special OAV    | 27 novembre 2013      |
| Note : Court épisode disponible avec le 6e single du groupe µ's. |                |                |                |                       |

## Saison 2
| No | Titre français                          | Titre japonais       | Titre japonais               | Date de 1re diffusion |
| No | Titre français                          | Kanji                | Rōmaji                       | Date de 1re diffusion |
| --- | --------------------------------------- | -------------------- | ---------------------------- | --------------------- |
| 01 | Ça recommence ! Love Live !             | もう一度ラブライブ！ | Mōichido Rabu Raibu!         | 6 avril 2014          |
| Honoka est la nouvelle présidente des élèves, la tâche s'annonce ardue. C'est pour cette raison qu'elle n'est pas si emballée quand elle apprend la grande nouvelle : le concours Love Live! revient ! |                                         |                      |                              |                       |
| 02 | En route pour la victoire               | 優勝をめざして       | Yūshō o Mezashite            | 13 avril 2014         |
| Pour participer aux éliminatoires du Love Live, il faut absolument un morceau original. Rien de tel que de se mettre au vert pour trouver l'inspiration. |                                         |                      |                              |                       |
| 03 | La porte des rêves                      | ユメノトビラ         | Yume no Tobira               | 20 avril 2014         |
| Les membres de µ's cherchent du soutien en prévision des éliminatoires du Love Live. Leur chemin croisera bientôt celui d'A-RISE, peut-être même plus tôt que prévu… |                                         |                      |                              |                       |
| 04 | La star numéro 1 de l'univers           | 宇宙No.1アイドル     | Uchū Nanbā Wan Aidoru        | 27 avril 2014         |
| Nico s’éclipse de la répétition. Cherchant à comprendre pourquoi, les autres filles décident de se rendre chez elle. Elles ne sont pas au bout de leurs surprises. |                                         |                      |                              |                       |
| 05 | Une nouvelle moi                        | 新しいわたし         | Atarashī Watashi             | 4 mai 2014            |
| Honoka, Umi et Kotori étant absentes, µ's doit s'organiser pour préparer leur prochain concert. Qui remplacera Honoka dans son rôle de leader du groupe ? |                                         |                      |                              |                       |
| 06 | Joyeux Halloween                        | ハッピーハロウィーン | Happī Harowīn                | 11 mai 2014           |
| Akiba fête Halloween, pour l'occasion, les groupes A-RISE et µ's sont invités à donner un concert. Les membres de µ's ont l'intention de voler la vedette à A-RISE pour marquer des points auprès du public avant la finale du Love Live. Elles réfléchissent à la meilleure façon de se distinguer…                  |                                         |                      |                              |                       |
| 07 | Il faut faire quelque chose !           | なんとかしなきゃ!    | Nantoka Shinakya!            | 18 mai 2014           |
| Terrible nouvelle ! Honoka et Kayo ont pris du poids. Pour éviter toute répercussion sur les activités du groupe de stars, Umi prend les choses en main et leur prépare un programme draconien : au menu, sport et régime. Si tout est bien qui finit bien pour Kayo, on ne peut pas en dire autant du cas de Honoka… |                                         |                      |                              |                       |
| 08 | Mon souhait                             | 私の望み             | Watashi no Nozomi            | 25 mai 2014           |
| Pour les dernières éliminatoires avant le Love Live, µ's s'interroge sur la chanson à présenter. Eri et Nozomi semblent très motivées pour en écrire une nouvelle, d'un genre nouveau pour µ's, une chanson d'amour…                                                                                                  |                                         |                      |                              |                       |
| 09 | La mélodie du cœur                      | 心のメロディ         | Kokoro no Merodi             | 1er juin 2014         |
| Voici venu le jour des éliminatoires finales. Tout est prêt et les membres de µ's sont plus motivées que jamais, mais la météo pourrait bien leur jouer des tours. |                                         |                      |                              |                       |
| 10 | µ's                                     | μ's                  | Myūzu                        | 8 juin 2014           |
| Pour gagner en popularité avant le Love Live, µ's cherche une accroche qui définisse le groupe. Célébrer la nouvelle année avec les personnes qui ont soutenu le groupe jusqu'ici leur donnera peut-être des idées.                                                                                                   |                                         |                      |                              |                       |
| 11 | Ce que nous avons décidé                | 私たちが決めたこと   | Watashi-tachi ga Kimeta Koto | 15 juin 2014          |
| La fin de l'année scolaire approche et annonce de grands changements. Si Arisa et Yukiho se réjouissent d'entrer à Otonokizaka, pour Eri, Nico et Nozomi, cela signifie aussi la fin de leur vie lycéenne. Que deviendra µ's sans elles ?                                                                             |                                         |                      |                              |                       |
| 12 | Dernier Concert                         | ラストライブ         | Rasuto Raibu                 | 22 juin 2014          |
| C'est la dernière soirée avant l'événement tant attendu par les membres de µ's. Avant de monter sur la grande scène du Love Live, ces moments passés ensemble seront précieux. |                                         |                      |                              |                       |
| 13 | Que le rêve de tout le monde se réalise | 叶え!みんなの夢――    | Kanae! Minna no Yume         | 29 juin 2014          |
| Après le Love Live vient le temps de la remise des diplômes et de la cérémonie de fin d'études. Honoka doit préparer son discours de présidente du conseil des élèves, pendant que les filles de terminale se préparent à faire leurs adieux à l'académie Otonokizaka.                                                |                                         |                      |                              |                       |